# Un novio para Yasmina
Un novio para Yasmina es una película de 2008 dirigida por Irene Cardona.

## Sinopsis
A Lola le encantan las bodas, aunque su matrimonio está en crisis y sospecha que Jorge, su marido, se ha enamorado de Yasmina. Yasmina tiene prisa por casarse con Javi, un policía municipal que prefiere tomárselo con calma. Alfredo es contrario al matrimonio, pero estaría dispuesto a casarse por amistad… o por dinero. La película es una fábula veraniega sobre los matrimonios de conveniencia, el compromiso social y la vida en pareja.
La película, una producción hispanomarroquí ambientada en Extremadura, ha sido descrita como una comedia romántica.

## Premios
- Festival de cine español (Málaga, 2008)